# Guerre des Alpes (1792-1796)
Ne doit pas être confondu avec Bataille des Alpes ou Deuxième bataille des Alpes.
Guerre de la Première Coalition
La guerre des Alpes est un conflit mineur de la guerre de la Première Coalition, mené principalement par le Royaume de Sardaigne avec le Saint-Empire romain germanique contre la Première République française, du 15 septembre 1792 au 28 avril 1796, jour de la signature de l'armistice de Cherasco, qui établit effectivement le Piémont comme protectorat français. La guerre s'est déroulée le long du front alpin qui sépare géographiquement l'Italie de la France.

## Contexte

### Tensions franco-autrichiennes
Tout en gardant un œil vigilant sur tout ce qui se passe en France, les autres puissances européennes cherchent une solution pour démêler la crise en cours et rétablir le pouvoir absolu de Louis XVI sur le trône de France. Louis XVI s'enfuit en juin 1791 pour atteindre Montmédy où l'attend l'armée des émigrés de François Claude de Bouillé avec laquelle il pourra rejoindre l’Autriche.
Après avoir appelé les dirigeants européens à réclamer la liberté de Louis XVI en juillet, l'empereur d'Autriche Léopold II rencontre le roi de Prusse Frédéric-Guillaume II et émet le 27 août 1791 la déclaration de Pillnitz déclarant l’intérêt des monarques d’Europe pour le bien-être de la famille royale française et menaçant de conséquences sévères si quelque chose devait leur arriver. Paris voit la Déclaration comme une menace sérieuse.
Une constitution établit une monarchie constitutionnelle en France en septembre 1791. Elle affirme la souveraineté nationale, tandis que l’autorité royale est subordonnée à celle de la loi. Elle confirme la séparation des pouvoirs. Le pouvoir législatif correspondant à une Assemblée nationale législative monocamérale de 745 membres élus pour deux ans et indissolubles . Le Roi est chargé du pouvoir exécutif de la volonté de l’Assemblée, mais sans pouvoir législatif ni financier, le roi ne peut pas dissoudre l’Assemblée, mais il a un droit de veto suspensif de quatre ans sur les lois qu’il juge injustes ou incommodes.
Les jacobins font pression sur le roi pour qu’il intervienne diplomatiquement auprès du nouvel empereur afin de le convaincre de démanteler tous les accords anti-révolutionnaires. Le général Dumouriez, politiquement aligné sur les révolutionnaires, est envoyé à Vienne. Dumoriez répond à l’opposition des représentants autrichiens, par un ultimatum. François s’y oppose à nouveau et la guerre est donc inévitable. Le roi de Sardaigne Victor-Amédée III, compte tenu de la nature du conflit et ayant reçu l’assurance de Vienne que le front de guerre ne serait maintenu que dans le nord, s’empresse d’envoyer ses forces pour défendre les frontières, par simple mesure de précaution. Le 20 avril 1792, Louis XVI se rend à l'Assemblée législative et propose de déclarer la guerre au roi de Bohême et de Hongrie.

### L'affaire Sémonville
Alors que la guerre fait rage sur le front du Rhin, avec l’Autriche et la Prusse déterminées à faire face aux armées françaises, Victor-Amédée tente d’unir les États italiens dans un effort collectif contre la France, dans le but d’empêcher les idées révolutionnaires dangereuses d’influencer la population. L'appel ne reçoit que très peu d'engouement de la part de ses voisins. Seul l'empereur François II, duc de Milan et de Mantoue, soutient l'entrée en guerre de Victor-Amédée.
Dumouriez consulte le ministre piémontais Joseph-François-Jérôme Perret d’Hauteville au sujet des mouvements présumés d’artillerie lourde en Savoie, des émigrés français à Nice et de la concentration présumée de troupes autrichiennes près de Milan, d’où ils auraient pu commodément entrer dans le Piémont. La réponse piémontaise plait aux organismes gouvernementaux français, qui voient d’un bon œil leur neutralité vis-à-vis du conflit en cours. Mettre tout cela en crise, c’est la question du ministre Charles-Louis Huguet de Sémonville : chargé de se rendre à Turin, le ministre français, résidant temporairement à Gênes, franchit les frontières entre la république maritime et la monarchie savoyarde sans le passeport spécial instauré la même année par les autorités locales. Arrivé à Alexandrie, Sémonville est arrêté par le gouverneur de la ville sur ordre direct du roi et est cordialement invité à retourner à Gênes. Les motivations derrière ce geste sont bien différentes et la question des passeports n’est rien de plus qu’une excuse triviale pour bloquer le diplomate républicain. Les conséquences de l’affaire Sémonville sont immenses. Dumouriez, furieux du traitement réservé à son compatriote, exige des explications immédiates de la cour de Turin mais est déçu par leurs réponses. En conséquence, au début du mois de mai, les généraux Montesquiou et d’Anselme, à la tête des armées des Alpes et du Var, sont informés de tenir les troupes prêtes en vue de représailles.

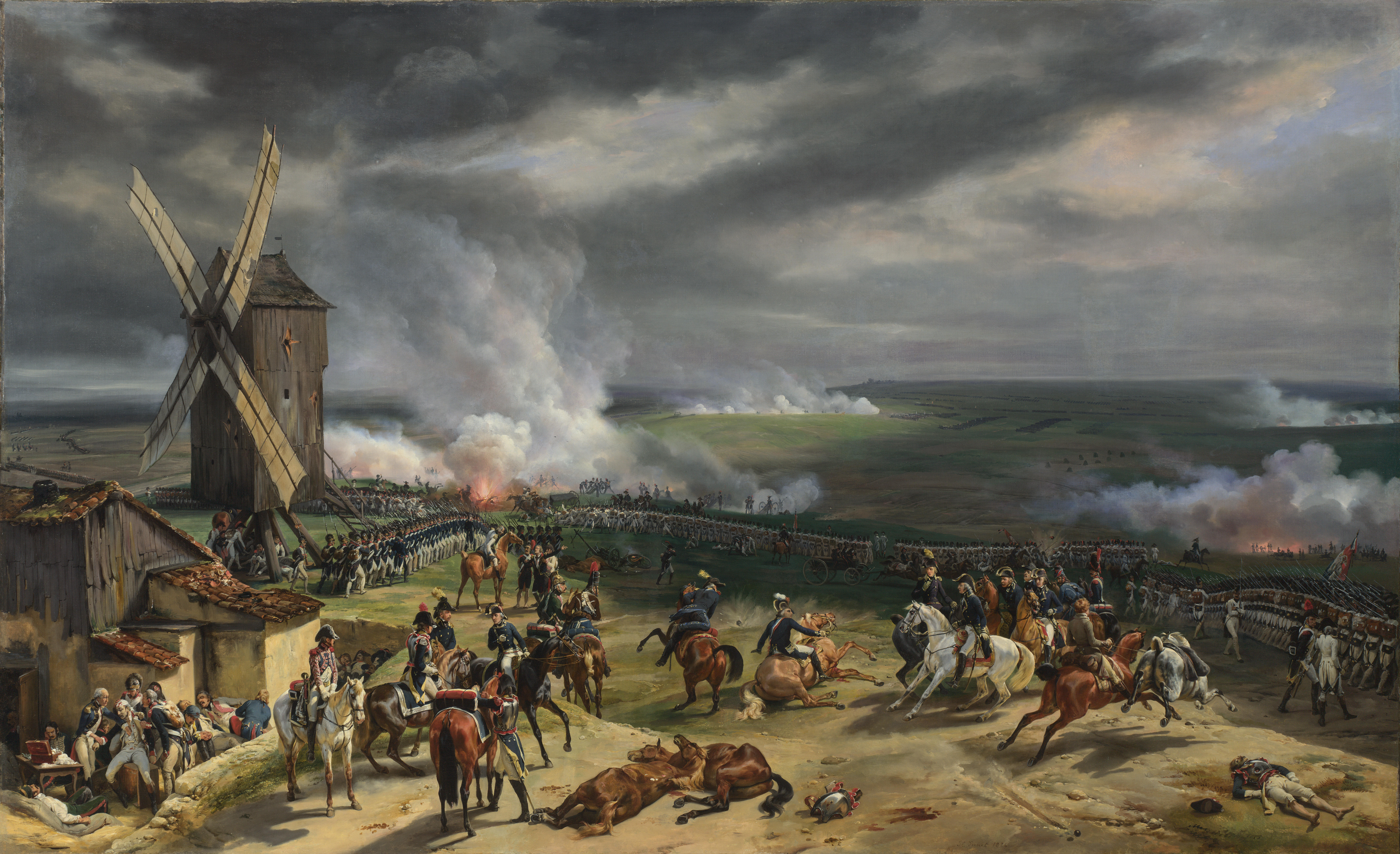
La bataille de Valmy, 1826.

Dumouriez, qui a l’intention d’envahir la Savoie dès le mois de mai, est contraint de différer ses plans à cause des défaites françaises au nord comme à Quiévrain ou à Marquain par exemple. L'armée piémontaise commence à se mobiliser : 40 000 hommes sont déjà prêts en trois armées pour défendre la Savoie, Nice et les Alpes. Avec l’arrivée de septembre, la situation commence à changer : Brunswick, qui a pénétré sur le territoire français sur le commandement d’une armée austro-prussienne, est arrêté à Valmy le 20 septembre par Dumouriez. Le 21 septembre, les députés de la Convention votent à l’unanimité l’abolition de la monarchie en France et l'établissement de la République. Le 10 septembre, le gouvernement français ordonne au général Montesquiou d’avancer vers la Savoie et le 15 septembre, les deux pays entrent officiellement en guerre.

## Déroulement

### Campagne de 1792

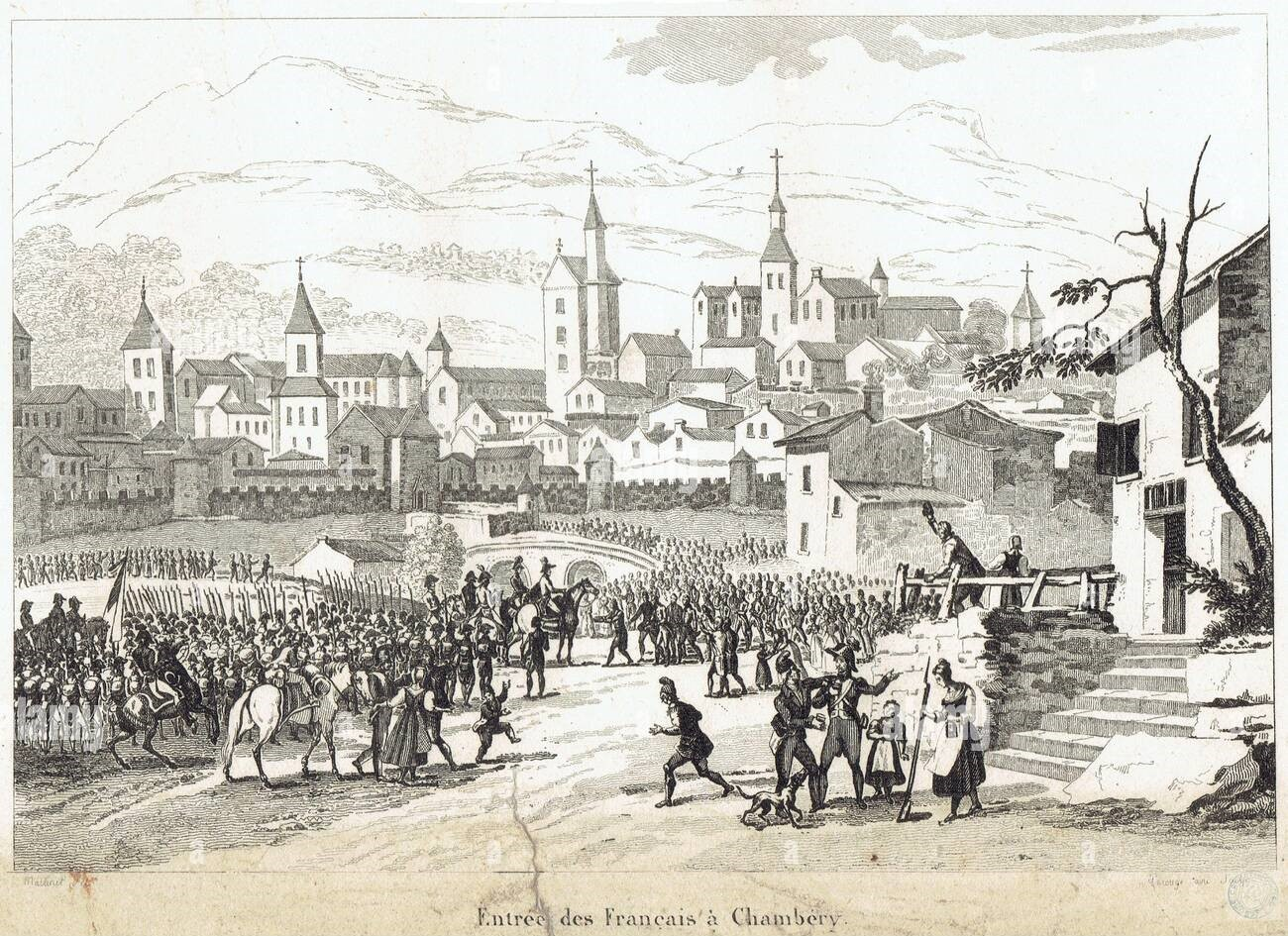
L’entrée des troupes françaises dans Chambéry le 22 septembre 1792.

Vitctor-Amédée décide de s’allier à l’Autriche en signant la Convention de septembre. Les Autrichiens doivent donc affecter environ 9 000 hommes en renfort aux Piémontais. Le général Jean-Baptiste de Lazary, commandant de Savoie, se retire laissant la ville de Chambéry occupée par les Français de Montesquiou le 23 septembre. Le général suisse Eugène de Courten, informé de l’absence de couverture par le nord, se retire de manière ordonnée vers les Alpes-Maritimes. Le général d'Anselme traverse le Var avec trois bataillons de ligne, quelques volontaires et trois cents chevaux. Le 28 septembre, d'Anselme prend Nice puis Villefranche-sur-Mer le 30,. Le marquis de Cordon, Victor-Amédée Sallier de la Tour, obtient la destitution de Lazary qui est néanmoins retiré avec honneur pour sa valeur montrée lors de la guerre de Succession d’Autriche. De Courten, en revanche, est remplacé par son rival le comte de Saint-André, Charles-François Thaon de Revel et finit par gouverner Coni et reçoit le titre de marquis de Sampeyre.
Victor-Amédée supplie les Autrichiens d’envoyer un général pour superviser les armées autrichienne et piémontaise sur le front italien. Le contrôle de l’armée coalisée passe sous la direction du général Joseph Nikolaus De Vins en tant qu’inspecteur général le 21 décembre 1792. le gouvernement autrichien soupçonne tout de même Victor-Amédée de vouloir une paix séparée avec la France. Les Français essaient diplomatiquement de creuser un fossé entre la Sardaigne et l’Autriche, mais l’exécution du roi Louis XVI par guillotine le 21 janvier 1793 amène Victor-Amédée à repousser la France.
Le 31 janvier 1793, le comté de Nice est rattaché à la France et forme avec une partie du Var le département des Alpes-Maritimes.

### Campagnes de 1793

#### Invasion coalisée
En février 1793, l’armée du Var, commandée par le général Armand-Louis de Gontaut-Biron, lance l’offensive vers le col de Braus, près de Sospel. Le 28 février, il y a un affrontement à Levens au cours duquel les 12 000 Français de Gontaut-Biron battent 7 000 Sardes sous le commandement du comte de Saint-André,. L'avancée est couronnée de succès, permettant aux Français de conquérir Sospel en avril, allant jusqu’à menacer Lantosque. Gontaut-Biron est transféré au commandement de l’armée de Vendée donc le commandement revient à Gaspard Brunet mais le place sous le commandement de François Christophe Kellermann, commandant en chef de l’armée des Alpes. L'objectif du général français est d’attaquer le massif de l’Authion, où se trouvent les Piémontais commandés par de Revel et du général Michelangelo Alessandro Colli-Marchi, dans le but de contourner la forteresse de Saorge. Le 19 mai, Brunet envoie Jean-Mathieu Philibert Sérurier avec une colonne de flanc gauche à Saint-Sauveur-sur-Tinée où il donne rendez-vous avec des troupes de l’armée des Alpes. De là, la force de 3 000 hommes remonte la Tinée pour s’emparer d’Isola le 21 mai. Les Sardes abandonnèrent la haute vallée de la Tinée. Ainsi, Sérurier la laisse en possession de l’armée sœur et retourne à l’armée d’Italie.
Brunet tente une offensive victorieuse sur Saorge le 8 juin. Sérurier et 3 000 soldats sont repoussés lors d’une attaque sur le col de Rousset, à 5 kilomètres au nord-ouest de l'Authion. Brunet bat en retraite le 12 juin après avoir échoué à la bataille de l'Authion,. Les généraux français arrêtent alors leur avancée. Insatisfaits des progrès, les commissaires envoyés sur les lieux, dont le futur membre du Directoire Barras, forcent Brunet à chercher à nouveau l’affrontement. Les Français tentent presque désespérément d’attaquer les positions fortifiées des Piémontais sur l’Authion pour plaire aux commissaires politiques, mais échouent et sont repoussés sur toute la ligne. Dans la bataille, le corps franc d’émigrés français dirigé par Dominique-Fidèle de Bonneaude se distingue par sa vigueur. Quelques jours plus tard, en conjonction avec les craintes d’un débarquement espagnol à Villefranche, les forces de Brunet se retirent vers Nice, laissant la possibilité à leurs rivaux de revenir à leurs positions précédentes.
Alors que l’attention de Kellermann est concentrée sur Lyon, le Piémontais lance l’attaque. De Vins a élaboré un plan pour envahir la Savoie et Nice en même temps. Pour compliquer la situation, le corps des officiers piémontais déteste le chef d’état-major de De Vins, le général-major autrichien Eugène-Guillaume d'Argenteau. L’opération en Savoie commence au mois d’août, ce qui est très tard dans la saison puisque les neiges sont arrivées tôt dans les montagnes. Les forces de Montferrat affrontent Charles Philippe Badelaune à Séez le 15 août et Moûtiers le 18 août, mettant en déroute les Français à chaque fois. Bourg-Saint-Maurice et le camp retranché de Saint-Martin-d’Arc tombent tous deux ensuite. Le duc de Montferrat Maurice de Savoie prend Moûtiers le 22 août assisté du baron Joseph-Amédée de la Tour envoyé par le marquis de Cordon. Le 18 août, les Piémontais entrent dans Modane puis dans Saint-Jean-de-Maurienne. Le duc de Montferrat compte sur un certain soulèvement des Savoyards au détriment de l’occupant français, mais il se rend vite compte que, plus il avance dans la région, plus la présence des républicains est forte.

#### Contre-attaque française
Kellermann quitte Lyon le 19 août et fait ce qu’il peut pour améliorer les défenses d’Albertville et d’Aiguebelle le 21 août. Il est de retour à Lyon le 24 août. Cependant, les agents politiques en Savoie exigent la présence du commandant en chef sur le front. Kellermann se hâte de rentrer en Savoie, laissant le siège de Lyon à Dubois-Crancé et au général Jean Baptiste de Félix du Muy. Le représentant en mission Pierre Jacques Dherbez-Latour tente de dicter des instructions militaires, mais Kellermann et le général de brigade Louis Joseph Marie Rogon de Carcaradec cessent son ingérence en menaçant de démissionner. À partir du 31 août, Kellermann se rend à Grenoble, Chambéry et Montmélian afin d’inspirer les autorités. Il appelle quelques bataillons du camp de Tournoux sur le flanc droit, fait appel aux patients ambulatoires de l’hôpital et obtient des agents politiques qu’ils fassent appel à la garde nationale locale.
Kellermann exploite la stratégie de la position centrale en prévoyant d’opérer d’abord contre Montferrat tout en retenant la force du marquis de Cordon. Kellermann envoie une colonne dans la vallée du Doron en direction de Beaufort. Cette force menace de déborder la Tarentaise en s’accrochant au sud d’Aime. Pendant ce temps, la force principale de Kellermann remonte l’Isère. En Maurienne, de La Tour est distrait par une force française sur son arrière gauche. Lors de l’invasion piémontaise, un détachement de soldats français se retira dans une vallée latérale menant au sud de la Maurienne et tenait Valloire. Néanmoins, l’escadre du marquis de Cordon descend l’Arc le 10 septembre, dans l’espoir d’être renforcée par Montferrat. La colonne de Sallier de la Tour avance et les troupes de Le Doyen installent une batterie d’artillerie. Un équipage d’artillerie français mal entraîné enfonce le tir avant la charge de poudre et a ruine le canon. Lors de la bataille d’Épierre, le 15 septembre, 8 000 soldats français affrontent 6 000 Sardes. Les Français perdent 500 hommes tués ou blessés tout en infligeant 1 000 pertes à leurs adversaires. Par un effort acharné, les Français transportent des canons de montagne jusqu’à Saint-Alban-d’Hurtières d’où ils ouvrent une canonnade surprise sur les Piémontais en contrebas, les provoquant dans la panique. Aucune aide de Montferrat n’apparaît et Sallier de la Tour se replie sur Saint-Jean-de-Maurienne le 16 septembre.
À Cluses, le même jour, les troupes françaises commandées par Charles Verdelin attaquent la ville de Sallanches, où s’est réfugiée l’armée sarde. Cependant, les Français rencontrent des difficultés face à une défense organisée, y compris des chasseurs, qui ont pris position à la redoute de Méribel. L’attaque française échoue. Le 21 septembre, Verdelin demande à la population de ne plus se révolter. Philibert Simond, envoyé par la Convention nationale pour accompagner l’armée des Alpes, reçoit de la commission de salut public l’ordre de prendre des mesures de représailles contre la populace révoltée. Simond, originaire du duché de Savoie, hésite, mais met en place une purge à Samoëns. L’armée française reprend l’assaut sur Sallanches le 27 septembre. Le 28, ils attaquent la redoute de Méribel, située à environ 1 kilomètre en aval de la ville de Saint-Martin-sur-Arve. La redoute est prise le 29 septembre. Dans la soirée, les troupes victorieuses de Verdelin et de Simond entrent dans Sallanches. 540 personnes sont faites prisonnières, tandis que des paysans sont exécutés par un peloton d’exécution. Les Sardes se replient vers le col du Bonhomme.
Le 29 septembre, les troupes de Le Doyen s’emparent de la sortie sud du col de la Madeleine, coupant ainsi les communications entre Montferrat et Sallier de la Tour. La colonne de gauche de Kellermann s’empare de Beaufort le 28 septembre. Le lendemain, le chef de brigade Jacques-Antoine de Chambarlhac de Laubespin s’empare du Cormet de Roselend, mettant les Français en position de se déplacer vers le sud dans la Tarentaise. Kellermann prévoit d’attaquer Montferrat le 2 octobre, avec la colonne principale remontant la Tartenaise vers Moûtiers, Le Doyen traversant le col de la Madeleine par le sud-est et Chambarlhac se déplaçant de Beaufort au nord. Voyant le piège préparé pour ses soldats, Montferrat se retire dans la vallée. Le 3 octobre, Kellermann pousse les derniers éléments de la colonne de Montferrat jusqu’au col du Petit Saint-Bernard et la Tarentaise est dégagée. Le 18 octobre, six bataillons piémontais des régiments d’infanterie d’Aoste, de la Guardia et du Piémont battent les Français à Gilette. Trois jours plus tard, il y a une escarmouche non concluante à Utelle impliquant le 5ème régiment Grenadiers. L’offensive se termine lorsque de fortes chutes de neige tombent dans les montagnes, forçant le roi à abandonner la campagne et à retourner dans sa capitale en novembre. Le Comité de salut public destitue Kellermann en raison de ces activités pendant la révolte de Lyon et nomme l’ex-médecin général de division François Amédée Doppet pour lui succéder au commandement.

### Siège de Toulon

#### Prise par les Coalisés

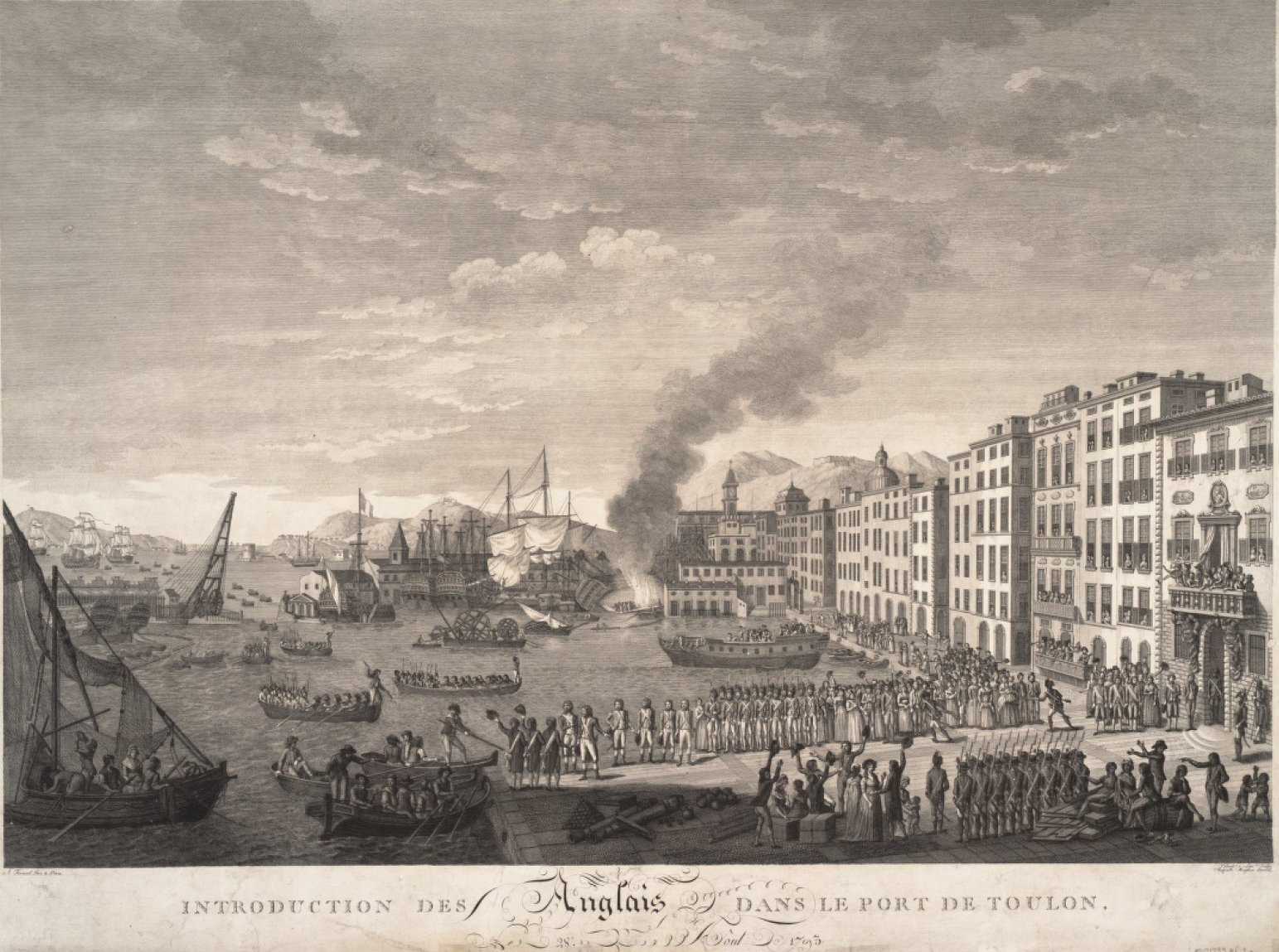
Introduction des Anglais dans le port de Toulon.

À Toulon, les fédéralistes expulsent la section locale du Club des Jacobins, mais sont bientôt supplantés par les royalistes, plus nombreux. Le contrôle royaliste de Toulon n’était pas assuré, d’autant plus qu’il y avait une forte faction républicaine dans la flotte, dirigée par le contre-amiral Saint-Julien et pour déterminer quelle faction contrôle la ville, Hood envoie le lieutenant Edward Cooke dans le port le 24 août avec l’ordre de rencontrer le chef royaliste à Toulon. Cooke est forcé de s’approcher du port dans l’obscurité pour éviter les patrouilles de bateaux républicains, mais il réussit à les contourner, après avoir visité le port pendant la trêve temporaire en juillet et envoyé un message au parti royaliste. Julien apprend la présence de Cooke et répand la rumeur que s’il capture Cooke, il doit le faire pendre, mais Cooke, qui s’est réfugié à terre pendant la nuit, retourne à la ville le lendemain pour rencontrer les délégués royalistes. Au cours des discussions, il est en mesure de négocier la prise et le désarmement de la flotte française par les Anglais en échange de la protection de la ville de Toulon, étant entendu que lorsque les républicains auraient été vaincus et que la monarchie française serait restaurée, tout serait rendu à la France. Le 27 août, Hood débarque une petite force expéditionnaire sous le commandement du capitaine George Elphinstone et repousse les forces républicaines. Le 28 août, les commandants britanniques et espagnols de la flotte, l’amiral Samuel Hood de la Royal Navy et l’amiral espagnol Juan de Lángara , répondent avec 13 000 soldats d’origine britannique, espagnole, napolitaine et sarde. D’Imbert livre le port de Toulon à la marine britannique et déclara Louis XVII, âgé de huit ans, roi de France le 1er octobre. L’importance stratégique de la base navale et le prestige de la Révolution exigent que les Français reprennent Toulon.

#### Siège des Républicains

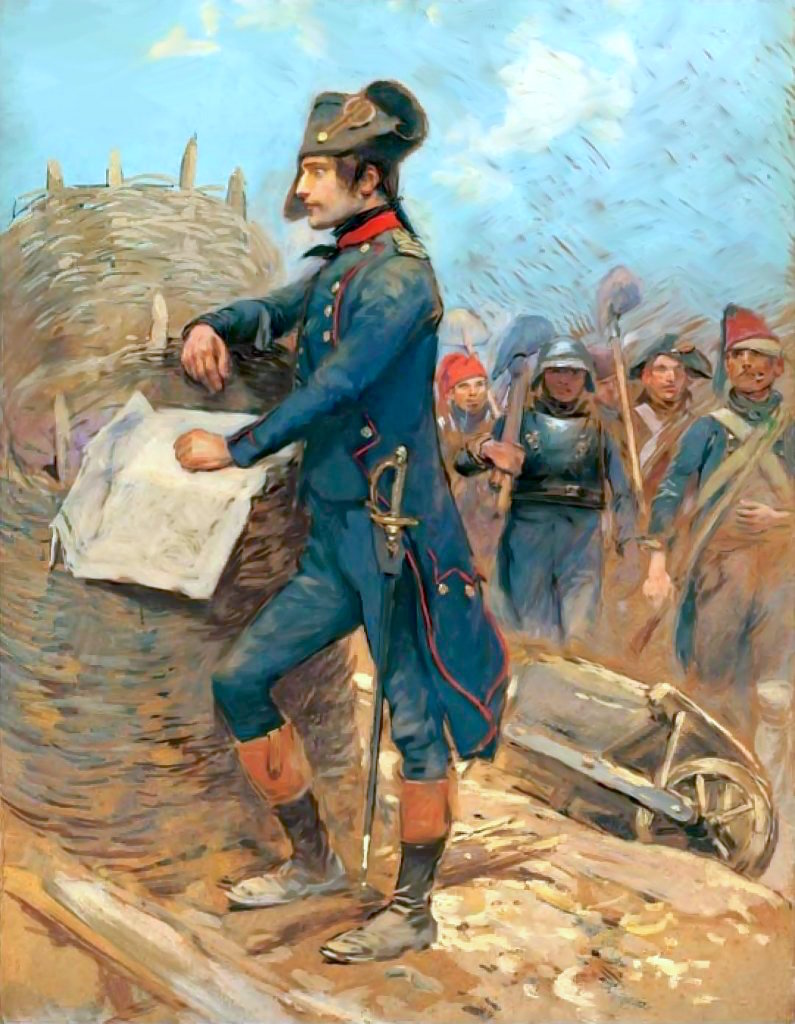
Bonaparte au siège de Toulon, 1793, par Édouard Detaille, Musée de l'armée.

Les troupes sous le commandement du général Jean-François Carteaux, arrivent à Toulon le 8 septembre. Ils rejoignent les 6 000 hommes de l’armée maritime alpine, commandée par le général Jean François de La Poype, qui vient de s’emparer de La Valette-du-Var et cherchent à s’emparer des forts du Mont Faron, qui dominent la ville à l’est. Ils sont renforcés par 3 000 marins sous les ordres de l’amiral Jean René César de Saint-Julien de Chabon, qui refuse de servir les Britanniques avec son chef, Jean-Honoré de Trogoff de Kerlessy. 5 000 autres soldats sous le commandement du général La Poype sont rattachés à l’armée pour reprendre Toulon à l’armée d’Italie. Le capitaine d'artillerie Napoléon Bonaparte a pu rassembler une force d’artillerie suffisante pour un siège de Toulon et des forteresses qui ont été rapidement construites par les Britanniques dans ses environs immédiats. Il a pu réquisitionner du matériel et des canons dans les environs. Des canons sont pris à Marseille, à Avignon et à l’armée d’Italie. La population locale, qui est impatiente de prouver sa loyauté à la république contre laquelle elle s’est récemment révoltée, doit fournir des animaux et des vivres à la force assiégeante. Avec l’aide des députés Christophe Saliceti et Augustin Robespierre, Napoléon a pu contraindre les officiers d’artillerie à la retraite de la région à se réengager. Le problème de l’armement des canons n’est pas résolu par cette seule solution et sous l’entraînement intensif de Bonaparte, il instruit une grande partie de l’infanterie dans la pratique de l’emploi, du déploiement et du tir de l’artillerie que ses efforts avaient récemment acquise.

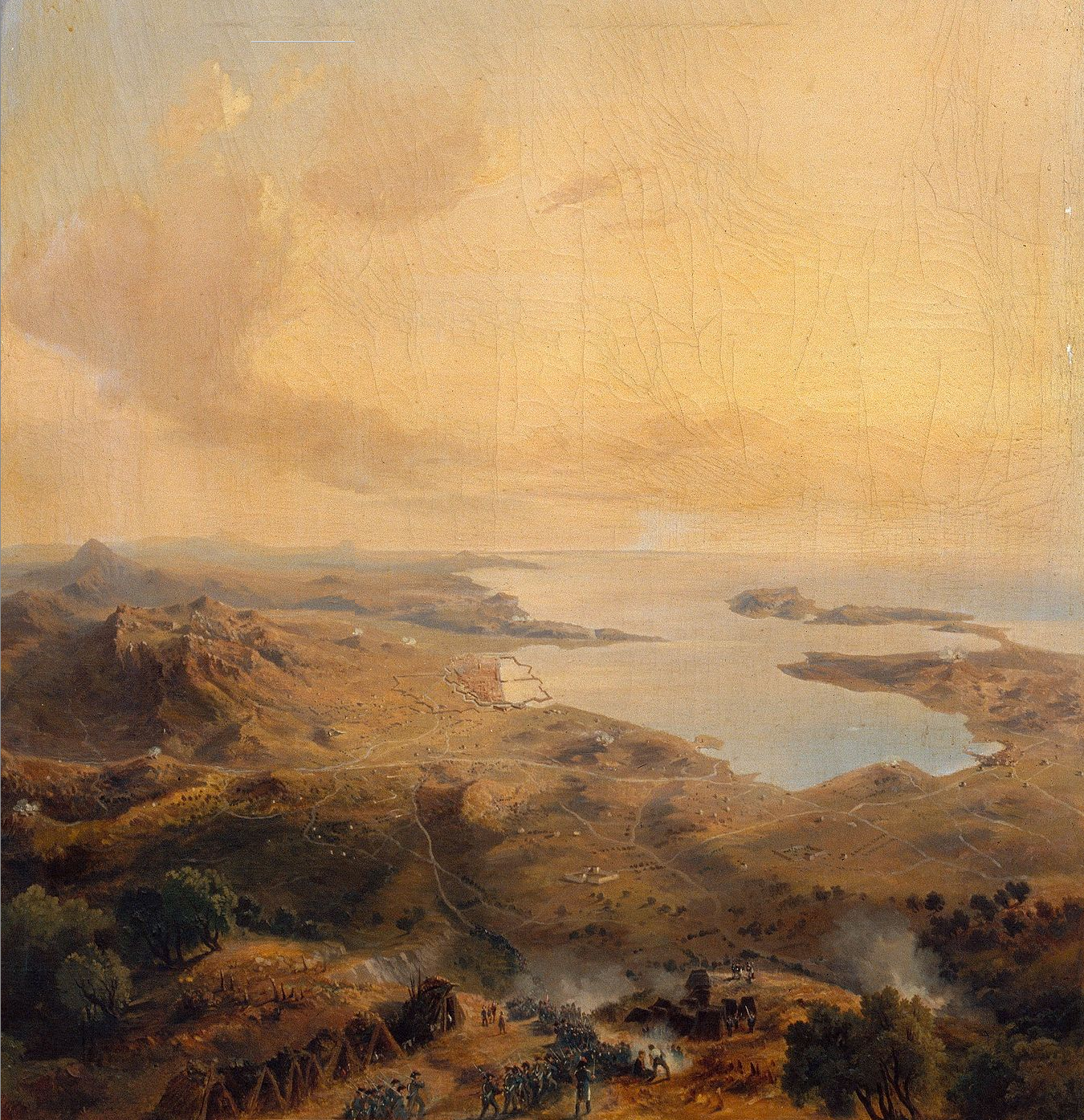
Siège de Toulon, par Jean-Antoine-Siméon Fort.

Après quelques reconnaissances, Bonaparte conçoit un plan qui prévoyait la capture des forts de l’Éguillette et de Balaguier ce qui couperait ainsi le ravitaillement maritime, nécessaire pour les assiégés. Carteaux, réticent, n’envoie qu’un faible détachement sous le commandement du major-général Henri François Delaborde, qui échoue dans sa tentative de conquête le 22 septembre. Les alliés, maintenant alertés, construisent le fort Mulgrave, nommé en l’honneur du commandant britannique Henry Phipps, au sommet de la colline. Le 11 novembre, Carteaux est démis de ses fonctions et remplacé par François Amédée Doppet dont la panique à l’annonce de la mort de son aide de camp à ses côtés va faire échouer une tentative d’attaque contre le fort Mulgrave le 15. Le 17, il est remplacé par le général Jacques François Dugommier. Les Français installent de nombreuses batteries en novembre et décembre. Une attaque des coalisés est repoussée le 30. Dugommier lance un assaut majeur le 14 décembre, qui perce les lignes napolitaines. La Poype et Bonaparte lancent un assaut général dans la nuit du 16 décembre. Vers minuit, l’assaut commencée sur Little Gibraltar et les combats continuent toute la nuit. Bonaparte est blessé à la cuisse par un sergent anglais à la baïonnette. Cependant, dans la matinée, la position étant prise, l’artillerie peut y être placé contre l’Eguillette et Balaguier, que les Anglais ont évacués sans affrontement le même jour. Pendant ce temps, La Poype parvient enfin à s’emparer des forts de Faron et de Malbousquet.

#### Évacuation

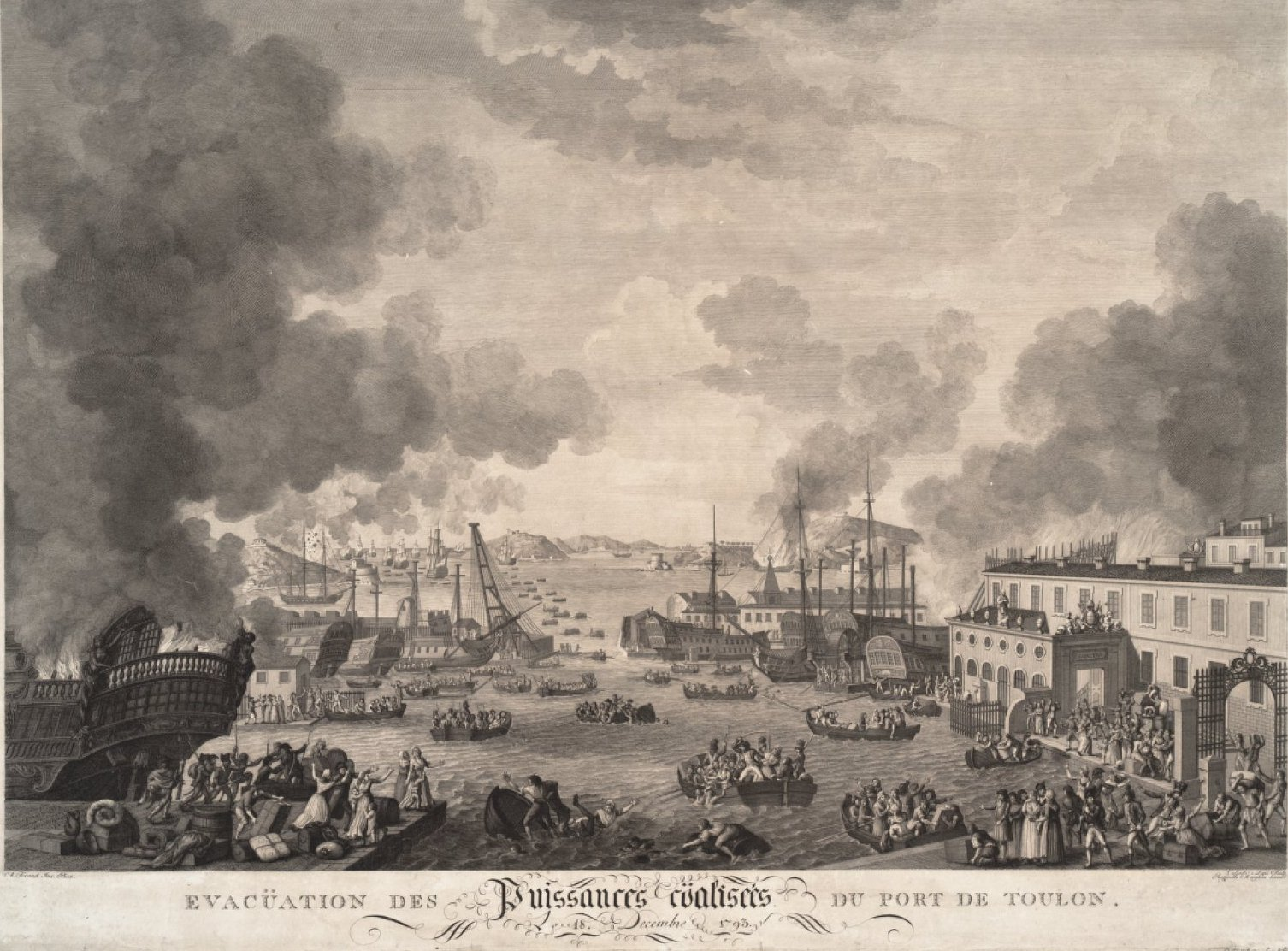
Évacuation des Puissances Coalisées du port de Toulon.

Hood ordonne à ses navires de se retirer en pleine mer et d’évacuer Toulon. Alors que les troupes alliées étaient retirées des quais, des groupes de bateaux britanniques et espagnols dirigés par le capitaine Sir Sidney Smith entrent dans l’Arsenal avec l’ordre de brûler la flotte française désarmée. Les équipages de Smith détruisent huit navires de ligne et deux frégates. Trois navires de ligne, six frégates et huit corvettes sont retirés par les alliés et distribués à leurs marines, la plupart allant aux Britanniques.  Les 15 autres navires de ligne et plusieurs navires plus petits ont été endommagés à un degré plus ou moins grand, mais ont ensuite été récupérés et réparés par les Français. Des parties importantes des magasins des chantiers navals français sont restées intactes bien que les magasins de bois aient été détruits. Un historien accuse les Espagnols de « jalousie et de trahison » dans la préservation de la flotte française pour empêcher la suprématie britannique dans la région. Les soldats alliés ont été chassés avec succès, ainsi que plus de 7 000 réfugiés royalistes. À la suite du siège, 6 000 Toulonnais furent massacrés par les Républicains et il y avait un plan, abandonné par la suite, de démolir entièrement la ville en guise de punition pour rébellion.

### Campagne de 1794

#### Préparatifs
Le 1er janvier 1794, Pierre du Merbion prend le commandement de l’armée d’Italie. Le 6 janvier, le Conseil royal de guerre rejette la proposition du secrétaire d’État aux Affaires intérieures Giuseppe Graneri de passer du côté français et malgré les vives protestations du duc d’Aoste et du duc de Chablais, il est décidé de scinder l’armée en deux commandements supérieurs répartis chacun sur deux divisions. La première armée est celle des Alpes occidentales dirigée par Victor-Emmanuel d'Aoste, tandis que l'armée austro-piémontaise est dirigée directement par De Vins. Le marquis de Cordon et le comte de Saint-André se retirèrent du commandement actif. Le prince de Carignan, Charles-Emmanuel de Savoie prend la place du général Leopold Lorenz von Strassoldo qui était en retraite,,. Du côté français, le commandement de l’armée des Alpes passe au général Alexandre Dumas tandis que celui de l’armée du Var passe au général Pierre du Merbion. Pour veiller sur ces deux généraux restent les commissaires du gouvernement Saliceti, Robespierre et Jean-François Ricord, maintenant également accompagnés de l’Italien Philippe Buonarroti.
Bonaparte, fondant sa stratégie sur les travaux de Pierre Joseph de Bourcet prévoit de lancer une poussée vers le nord-est le long de la côte pour capturer Oneille, un nid de corsaires sardes qui s’attaquent au commerce des céréales entre Gênes et Nice. À partir d’Oneglia, les Français se tourneraient vers le nord pour s’emparer d’Ormea, débordant les défenses de l’ennemi par l’est. Pendant que ces mouvements étaient mis en œuvre, l’armée principale distrait les défenseurs de la coalition en avançant directement sur Saorge. De l’armée de campagne de 43 000 hommes de Merbion, 20 000 hommes formaient la force d’attaque, divisée en trois colonnes et une réserve.

#### Campagne française
Le 6 avril 1794, Merbion ouvre l’offensive. Traversant un territoire neutre appartenant à la République de Gênes, les Français s’emparent du port d’Oneille le 9. Argenteau, qui commande la division locale, occupe Ormea et déploie ses 10 bataillons pour tenter de relier les défenses de Saorge à l’ouest à Dego à l’est. L’avance française, menée par le général de division André Masséna, repousse les hommes d’Argenteau et s’empare d’Ormea vers le 17 avril et de Garessio le 19. Voyant que Masséna se prépare à prendre d’assaut son avant-poste, l'officier sarde qui défend Ormea comprend que sa tâche est sans espoir. Colli-Marchi, le nouveau commandant nommé à Saorge, constate maintenant que sa position est débordée. De Vins lui conseille de tenir la position mais de renvoyer toutes les forces non nécessaires à une défense immédiate. Les relations entre les alliés sont si mauvaises à cette époque que certains officiers piémontais pensent que De Vins complote pour les trahir. Du côté français, Auguste Marmont affirme que Dumerbion, malade, est resté à Nice pendant toute la durée de l’opération.
Le 24 avril, il y a un affrontement à Saorge, alors que l’armée principale française avance vers le nord. Les troupes de Colli-Marchi comprennent trois bataillons du régiment d’infanterie Alvinczi n° 19, le 3ème bataillon du régiment d’infanterie Strassoldo n° 27, les 1er et 2e bataillons du régiment d’infanterie de l’archiduc Anton n° 52 et les 2e et 9e bataillons du régiment d’infanterie Karlstadt Grenz. Le même jour, Masséna attaque avec succès le col d'Ardente avec la division du général de brigade Amédée Emmanuel François Laharpe. Le 27 avril, les Français s’emparent de La Brigue, infligeant de lourdes pertes à leurs adversaires sardes. Il s’agit notamment des régiments d’infanterie Cacciatori, Guardia et Tortona, du 1er bataillon de grenadiers, de deux compagnies de volontaires français et de la compagnie Cacciatori di Pandini.  Sur le flanc gauche français, le général de division Pierre Dominique Garnier avance dans la vallée de la Vésubie au-delà de Lantosque, tandis que sa brigade de gauche sous le commandement du général de brigade Sérurier occupe Isola et fait le lien avec l’aile droite de l’armée des Alpes. Les Français s’emparent de Saorge le 28 avril après le retrait de Colli-Marchi. Il abandonne le col de Tende et se retire à Limone Piemonte, juste au nord du col. Au début du mois de mai, Colli-Marchi se replie sur Borgo San Dalmazzo près de la forteresse de Coni. Sur la côte, les Français s’avancent pour s’emparer d’Albenga et de Loano. Le général de division François Macquard occupe le col de Tende, tandis que plus à l’est, Masséna déploie ses troupes pour tenir les crêtes entre Ormea et Loano.
Le 7 mai commence la deuxième phase de l’attaque. Tout d’abord, trois colonnes partent du Dauphiné pour attaquer les vallées de Varaita et de Suse, une première colonne française conquiert rapidement Chianale après avoir passé le col Agnel, une seconde est arrêtée par le fort de Bramafam avant d’entrer dans Bardonnèche tandis que la troisième occupe Césane et Oulx. Le fort d’Exilles est donc encerclé sur trois côtés par les nombreuses opérations de siège du général Louis Joseph Marie Rogon de Carcaradec. Dans le même temps, Masséna se déplaça également vers le sud pour prendre le Col de Tenda, défendu par Colli et Dellera. Les généraux Claude Louis Brun et Claude Dallemagne quittent La Brigue pour la Tenda soutenus par Masséna. Les Piémontais, après la reddition du flanc gauche, décident de se replier vers Limone Piemonte. Entre-temps, ils préparent les derniers retranchements défensifs à Borgo San Dalmazzo. Dans les Alpes occidentales, le général Dumas s’apprête à prendre le Mont-Cenis. L’attaque française, également assistée par des guides de montagne pro-français, est si réussie qu’en seulement trois jours, le contingent de Savoie perd non seulement le contrôle de la colline, mais doit également se réinstaller plus au sud, défendu par l’artillerie du fort de Brunetta. Le général Pio Chino se résigne auprès du roi qui, cependant, compte tenu de sa longue carrière et de son honnêteté, décide de le mettre temporairement à la retraite dans sa ville natale, Montemagno. Il est remplacé par le marquis Charles Victor Damien de Saliceto. La défaite choque les Autrichiens et les Sardes qui signent un traité le 29 mai. Les Sardes promettent de tenir les cols alpins tandis que les Autrichiens s’engagent à défendre la côte.

#### Bataille de Dego
Le 20 septembre, les généraux Masséna et Laharpe marchent d'Aqua-Freda et de Monte-Lemo sur le château de Cosseria, défendu par un corps autrichien. Le général Masséna, arrivé le premier, s'en empare après avoir tué à l'ennemi une vingtaine d'hommes. Les Autrichiens, sur le point d'être entourés dans les gorges de la Bormida, ayant eu connaissance de la réunion des généraux Laharpe et Masséna à Cosseria, évacuent pendant la nuit Carcare et se retirent sur Cairo. Le 21, à la pointe du jour, les trois colonnes se mettent à leur poursuite. Elles n'arrivent qu'à trois heures de l'après-midi à Cairo. L'ennemi a abandonné ce village et s'est retiré à la Rochetta et au-dessus de Dego où il occupe une forte position sur les deux rives de la Bormida. Il ne reste plus qu'une heure et demie de jour. L'attaque est ordonnée immédiatement et les troupes s'avancent sur trois colonnes. Les deux ailes de l'infanterie autrichienne, abordées à la baïonnette par les généraux Laharpe et Cervoni, sont culbutées et se retirent en désordre. Le général Masséna a obtenu le même succès au centre et le général Beaumont, à la tête du 9e régiment régiment de dragons, charge la cavalerie ennemie et enlève son artillerie, lorsqu'un ravin jusqu'alors inaperçu arrête la rage des assaillants et préserve les Autrichiens d'une déroute complète. La perte des Français est de 80 morts et autant de blessés; celle de l'ennemi s'éleve à plus de 1 000 hommes, tant tués que blessés et prisonniers. Barthélemy Louis Joseph Schérer remplace Dumerbion en tant que commandant de l’armée d’Italie le 21 novembre.

### Campagne de 1795
Le 1er mars 1795, le roi Ferdinand III de Toscane abandonne la coalition et déclare la neutralité de la Toscane. Le 6 mai, Kellermann prend le commandement de l’armée d’Italie et de l’armée des Alpes.
Le 20 juin, de Vins commande une armée autrichienne composée de 23 380 fantassins, 2 788 cavaliers et 772 artilleurs, soit un effectif total de 26 940 hommes. Seules les unités de cavalerie du royaume de Naples ne sont pas des soldats autrichiens. Ce n’est que lorsque les Autrichiens commencent à se masser devant ses positions que lorsque Masséna commence à se fortifier sérieusement le 18 juin. Le matin du 22 juin, le régiment se rapproche de Savone, mais n’est pas attaqué, il retourne donc à ses propres défenses. Laharpe ordonne au commandant du régiment de répéter l’opération le lendemain et cette fois de faire entrer ses soldats dans la voie couverte. En conséquence, le 23 juin, le régiment se rapproche de la forteresse et commence à escarmoucher avec les Autrichiens. Les soldats français se replient dans le chemin couvert où ils essuient des tirs d’une partie de la garnison. D’autres Génois tirent sur les Autrichiens, qui ne poussent pas leur attaque. Le régiment français reste dans la voie couverte jusqu’au 26 juin, date à laquelle il est évacué par mer à Vado. Quoi qu’il en soit, les Autrichiens sont empêchés de s’emparer de la forteresse de Savone. Le 24 juin, de Vins lance un assaut majeur contre les défenses françaises. Du 24 au 26 juin, la brigade de Laharpe réussit à repousser toutes les attaques autrichiennes dans le secteur côtier. À l’intérieur des terres, les Autrichiens s’emparèrent de Monte Alto et du Colle di San Giacomo des mains de la brigade de Cervoni le 25 juin, peut-être parce que les défenses françaises n’avaient pas été entièrement construites. La contre-attaque de Cervoni pour reprendre le Colle di San Giacomo échoua. Cependant, les soldats autrichiens se sont enivrés avec de l’alcool laissé par les Français, ont paniqué et ont décampé. Cela permet aux Français de réoccuper brièvement la position avant de l’abandonner aux Autrichiens le 26 juin. Le 27 juin, les troupes sardes de Colli-Marchi chassent la division centrale de Masséna de Monte Spinarda, entre Garessio et Calizzano. C'est le seul autre succès de la coalition car ses opérations ne sont pas bien coordonnées avec de Vins et les Français sont complètement retranchés près du col de Tende. Le 5 juillet, l’aile droite française établit ses nouvelles défenses depuis Borghetto sur la côte jusqu’au Monte Galero. La brigade de Louis Pelletier chasse ses ennemis de leur bastion et Sérurier annonce que la position du Colle dei Termini est sauvée.
Le 29 septembre, Kellermann est remplacé à la tête de l’armée d’Italie par Schérer. Au début d’octobre, l’armée d’Italie, forte de 33 000 soldats, affronte 30 000 Autrichiens et 12 000 Sardes dirigés par De Vins. Bonaparte pousse à une attaque de l’armée d’Italie pour s’emparer de Vado. Il est bientôt soutenu par le Comité de salut public. Schérer veut exécuter le plan de Kellermann pour avancer dans la vallée du Tanaro, mais de fréquents retards l’en empêchent. Le 17 novembre, la division de Charlet attaque les Austro-Sardes à Campo di Pietri, les surprenant et capturant trois canons et 500 prisonniers. Les mouvements sont interrompues par une violente tempête et de fortes chutes de neige se sont produites le 18 novembre. Le 22 novembre, De Vins remet le commandement de l’armée alliée à Olivier de Wallis. Le chef d’état-major de Colli-Marchi, le colonel Joseph Henri Costa de Beauregard, rapporte que De Vins était malade du scorbut.  Le 23 novembre, la division de Sérurier attaque les Sardes de Colli-Marchi dans la vallée du Tanaro. Sérurier mène personnellement ses soldats à l’attaque du Colle San Bernardo, mais les Français sont repoussés après d’âpres combats. Sérurier occupe les Sardes toute la journée et la suivante. Les troupes de Massena commencent leur assaut sur les fortifications de campagne alliées au sud-est de Colle San Bernardo. Les divisions de Charlet et de Laharpe prennent part à cet assaut contre les troupes de défense d’Argenteau. Masséna prend le commandement de la division de Charlet, blessé, engageant également la réserve,. Les Français s’emparent de Rocca Barbena après une longue lutte. Deux heures plus tard, ils prennent de la ville de Bardineto, forçant leurs ennemis à retourner à Calizzano dans la vallée de Bormida. Au cours des combats, le bataillon du lieutenant-colonel Louis-Gabriel Suchet s’empare de l’imposante hauteur du Monte Carmo di Loano.

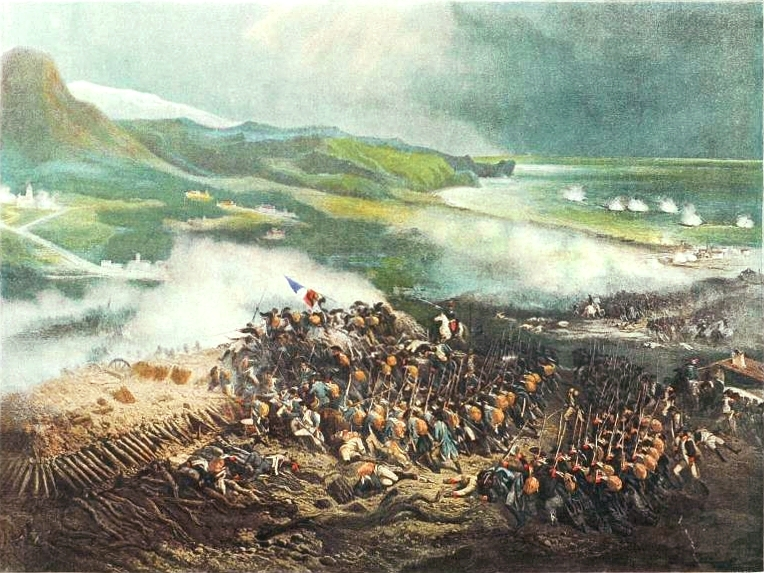
Bataille de Loano, par Hippolyte Bellangé, 1866.

À l’aube, accompagné de Schérer, Augereau attaque l’aile gauche alliée à Loano, soutenu par le feu des canonnières françaises au large.  La division d’Augereau se compose de quatre brigades sous les ordres de Pierre Banel, Jean-Baptiste Dominique Rusca, Claude-Victor Perrin et Elzéar-Auguste Cousin de Dommartin. La position de Wallis est défendue par trois monticules fortifiés, des batteries postées dans des oliveraies et la Chartreuse à Toirano. La brigade de Banel s’empare de Toirano, mais lors de l’attaque de la Chartreuse, Banel est blessé et passe le commandement au colonel Jean Lannes. Les Français surprennent et capturent deux des monticules fortifiés, mais sont repoussés au Grand Castellaro, tenu par Mathias Rukavina von Boynograd et 1 200 Autrichiens. La brigade de Rusca ne parvient pas à prendre le Grand Castellaro, mais continue d’avancer. La brigade de Banel captura une batterie devant la Chartreuse, forçant les troupes de Michael von Ternyey à entrer dans la Chartreuse. Renforcé par des réfugiés du commandement en désintégration d’Argenteau, Ternyey sort de la Chatreuse et reprend la batterie. Entendant des tirs éclater à l’arrière, Augereau renvoie la brigade de Dommartin qui repousse les soldats de Ternyey dans la Chartreuse.
Augereau somme Rukavina de livrer le Grand Castellaro, mais les Autrichiens insistent pour obtenir le libre passage vers la position de Wallis, ce qui est refusé. Rukavina mène ses soldats en colonne d’attaque serrée contre la brigade de Perrin. La colonne autrichienne perce ses troupes, qui se rallient et tirent sur les hommes de Rukavina. Finalement, Rukavina s’échappe pour rejoindre Wallis, bien que la moitié de ses soldats aient été tués. Ternyey, qui remit la Chartreuse à Dommartin. Wallis met en action la cavalerie autrichienne, ce qui stoppe brièvement l’avance d’Augereau. Cependant, Rusca entraîne la cavalerie dans une embuscade, la repoussant. Wallis évacue Loano et ordonne à l’aile gauche autrichienne de se replier sur le Monte Carmelo. Schérer ordonne aux hommes d’Augereau de s’arrêter et de camper pour la nuit. Il savait que Rocca Barbena et Bardineto ont été capturés, mais il ignore les progrès ultérieurs de Massena. Masséna laisse suffisamment de troupes pour tenir Bardineto et se dirige vers le Monte Settepani et le Colle del Melogno avec une petite force, espérant y arriver avant Argenteau. Pendant ce temps, Jean-Baptiste Cervoni se lance à sa poursuite avec trois bataillons et empêche les fugitifs d’Argenteau de se rallier. Argenteau se retire à Ceva. Masséna rattrape la brigade de Cervoni au Col del Melogno et la poursuit avec 2 000 hommes pour s’emparer de ce que les Français des hauteurs de San Pantaleone. Wallis envoie un message à Argenteau pour tenir le Monte Settepani et le Col del Melogno, mais le courrier est capturé par les troupes de Jean Joseph Magdeleine Pijon. Apprenant enfin que son centre est débordé, Wallis se retire dans la nuit sur les hauteurs de San Pantaleone. Le 24 novembre, Masséna envoie un message à Schérer, mais le commandant de l’armée française ne le reçoit qu’à midi. Masséna reçut quelques renforts de la division de Laharpe, mais à midi, il n’avait encore que 4 300 soldats disponibles. Avec ces soldats, Masséna harcèle Wallis de sorte que le commandant autrichien envoie son artillerie par ce qu’il suppose être une route sûre via le Colle di San Giacomo. Craignant que son adversaire ne batte en retraite par cette route, Masséna ordonne à Joubert de s’emparer du défilé. Le convoi d’artillerie partit sous le commandement de Philipp Pittoni von Dannenfeld et se trouve bloqué par les soldats de Joubert, qui ont marché à travers une tempête de grêle. Les soldats de Pittoni occupent un vieux retranchement et attendaient de nouveaux ordres.
Au moment où Pittoni essaie d’exécuter les ordres de Wallis de se retirer à Finale, Masséna bloque également la route derrière la colonne. Prenant les chevaux, les hommes de Pittoni abandonnent 19 canons et le convoi et s’enfuient à travers le pays. Le 25 novembre, Schérer renforce son flanc gauche sous les ordres de Sérurier avec des troupes de la division Augereau. Malgré cela, Colli-Marchimaintient une défense énergique de Garessio. Lorsqu’il apprend la défaite de Wallis, Colli-Marchi ordonne une retraite le 28 novembre vers son camp retranché à Ceva, laissant derrière lui ses canons. Wallis continue à battre en retraite, atteignant Savone le 25 novembre, Dego le 27 novembre et Acqui le 29 novembre. Rukavina mène l’arrière-garde autrichienne, marchant via Altare et Carcare, il arrive à Dego le 28 novembre. Peu de temps après l’occupation de Savone, les Français arrêtent les poursuites en raison du manque de provisions. La prise de Savone facilite l’approvisionnement de Gênes.

### Campagne de 1796

#### Plans
Le gouvernement de la Première République souhaite chasser la Sardaigne de la Première Coalition. Pour atteindre cet objectif, l’armée française d’Italie doit d’abord vaincre l’armée sarde de 21 000 hommes de Colli-Marchi dont 4 000 Autrichiens et l’armée des Habsbourg de 28 000 hommes de Jean-Pierre Beaulieu. Beaulieu prévoit que l’aile gauche de Karl Philipp Sebottendorf attaque le flanc droit français exposé. Après avoir écrasé la droite française, Sebottendorf rejoint l’aile droite d’Argenteau, forte de 9 000 hommes, pour écraser le corps principal de Bonaparte près de Savone. Beaulieu ordonne à Argenteau, basé à Acqui, d’attaquer Savone par Montenotte et Sassello. Bien que l’armée de campagne des Habsbourg compte 32 000 fantassins, 5 000 cavaliers et 148 canons quatre bataillons gardent la Lombardie, d’autres marchent vers le front depuis leurs quartiers d’hiver dans la vallée du Pô et des milliers sont malades. L’effectif disponible n’est peut-être que de 25 000 soldats. Le gouvernement autrichien craint que le Piémont ne veuille se retirer de l’alliance et même changer de camp. Par conséquent, Beaulieu reçoit des instructions secrètes de ne pas faire entièrement confiance à son allié. En conséquence, il néglige d’informer pleinement les Sardes de ses plans. Colli-Marchi déploie son armée entre Dego et Coni, avec son poids principal à l’ouest gardant le col de Tende. Il poste deux bataillons à Dego et une partie de la brigade autrichienne de Giovanni Provera à Millesimo.  Pendant ce temps, l’armée française des Alpes de François Christophe de Kellermann et l’armée sarde du prince de Corrigan, forte d’environ 20 000 hommes chacune, se regardaient dans les montagnes à l’ouest de Coni et de Turin.
Le 4 février 1796, Schérer demande à être remplacé et le 2 mars, le gouvernement français choisit Bonaparte. Le nouveau commandant arrive le 27 mars. Le gouvernement français trouve utile de garder la brigade de Jean-Baptiste Cervoni à Voltri afin de s’approvisionner en provenance de la république de Gênes. Amédée Emmanuel François Laharpe stationne une brigade sur les routes de Sassello et de Carcare. Bonaparte poste la division de Jean-Baptiste Meynier à Savone et la division de Pierre Augereau plus à l’ouest, avec des troupes dans les montagnes. La division de Sérurier tient Ormea, tandis que les petites divisions de François Macquard et Pierre Dominique Garnier couvrent le col de Tende. Environ la moitié de la cavalerie d’Henri Christian Michel de Stengel est avec l’armée, tandis que le reste est en route depuis la France. Le 5 avril, Bonaparte reçoit l’information que les troupes autrichiennes avancent sur Voltri, Sassello et Dego. Il met son armée en état d’alerte, mais n’apporte pas d’autres changements. Bonaparte rejette la route d’Ormea comme trop difficile et la route du Col de Tende comme trop éloignée pour son offensive prévue. Après une étude méticuleuse des cartes, il décide de se précipiter à travers le Colle di Cadibona depuis Savone pour s’emparer de Carcare. Cette ville est le point vital reliant l’armée des Habsbourg à l’est à l’armée sarde à l’ouest. Bonaparte projette d’engager le corps d’André Masséna (Laharpe et Meynier) et Augereau à l’attaque principale, tandis que Sérurier menace Ceva. Il ordonne à Macquard et Garnier de faire une feinte dans la région du col de Tende. L’offensive française devait commencer le 15 avril.

#### Campagne de Montenotte
Le 10 avril, le commandant de l’armée des Habsbourg accompagne Sebottendorf et 3 200 hommes dans leur avancée à travers le col de Turchino pour attaquer les 5 000 Français de Cervoni lors de la bataille de Voltri. Au même moment, la colonne de 4 000 hommes de Philipp Pittoni von Dannenfeld franchit le col de la Bocchetta. En infériorité numérique, Cervoni mène une retraite vers l’ouest en évitant un piège. Beaulieu refuse de poursuivre Cervoni et commence à transférer ses unités pour soutenir son flanc droit. Il laisse deux bataillons pour tenir Voltri et en envoie quatre autres avec Josef Philipp Vukassovich pour marcher à travers les collines jusqu’à Sassello par une route difficile. Le gros de ses troupes reçoit l’ordre de retourner à Acqui. Avec un jour de retard, Argenteau et Mathias Rukavina von Boynograd rassemblent 4 000 soldats près de Montenotte le matin du 11. Cette force avance vers le sud-est vers 2 000 soldats français au Monte-Legino. Pendant ce temps, une deuxième brigade autrichienne occupe Sassello. Antoine-Guillaume Rampon repousse plusieurs attaques autrichiennes au Monte-Legino au cours de la journée. Bonaparte ordonne à Laharpe d’attaquer Argenteau le lendemain avec deux brigades tandis que Masséna enveloppe le flanc autrichien avec la troisième brigade. Il ordonne également à Augereau et Meynier de se concentrer sur Carcare.
Le 12 avril, Bonaparte bat les soldats d’Argenteau à la bataille de Montenotte. Tandis que Laharpe lance une attaque frontale avec 7 000 soldats depuis le Monte-Legino, Masséna se déplace vers le nord avec 4 000 hommes pour tourner le faible flanc droit d’Argenteau. Pendant ce temps, 11 000 soldats supplémentaires sont déplacés derrière les forces de frappe. Le mouvement de flanc de Masséna perce et les efforts d’Argenteau pour combler la brèche échouent. Les Autrichiens se retirent et les Français malmènent leurs forces en infériorité numérique. Argenteau replie ses forces sur Dego. Bonaparte se tourne vers l’ouest contre l’armée de Colli-Marchi le 13 avril. La division Augereau repousse facilement les faibles forces de Provera lors de la bataille de Millesimo. Pour couvrir la retraite, Provera et 1 000 soldats choisis occupèrent un château en ruine au sommet d’une colline. Au lieu de contourner cet obstacle, Bonaparte ordonna que le château de Cosseria soit pris d’assaut. Pendant le reste de la journée, les Austro-Sardes repoussèrent plusieurs assauts avec de lourdes pertes françaises. Provera se rendit le lendemain matin lorsque ses défenseurs manquèrent de nourriture, d’eau et de munitions. Le 14 avril, Bonaparte ordonne à Masséna et Laharpe d’attaquer Argenteau lors de la deuxième bataille de Dego. Après avoir infligé 1 500 pertes françaises, la plupart des Autrichiens en infériorité numérique sont tués, blessés ou capturés. Argenteau ramène le reste de ses forces à Acqui. Bonaparte laisse Masséna et l’une des brigades de Meynier tenir Dego et ordonne à Laharpe de retourner à Carcare.

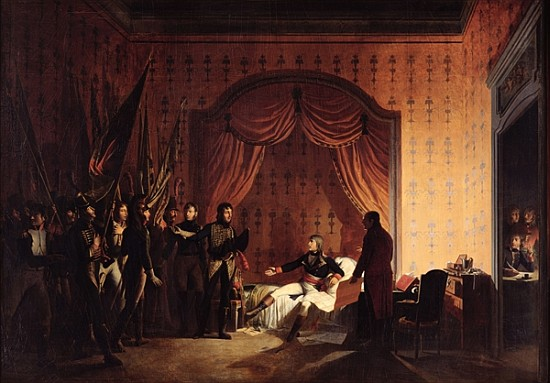
Le général Bonaparte avec ses lieutenants après la victoire de Montenotte, par Adolphe Roehn.
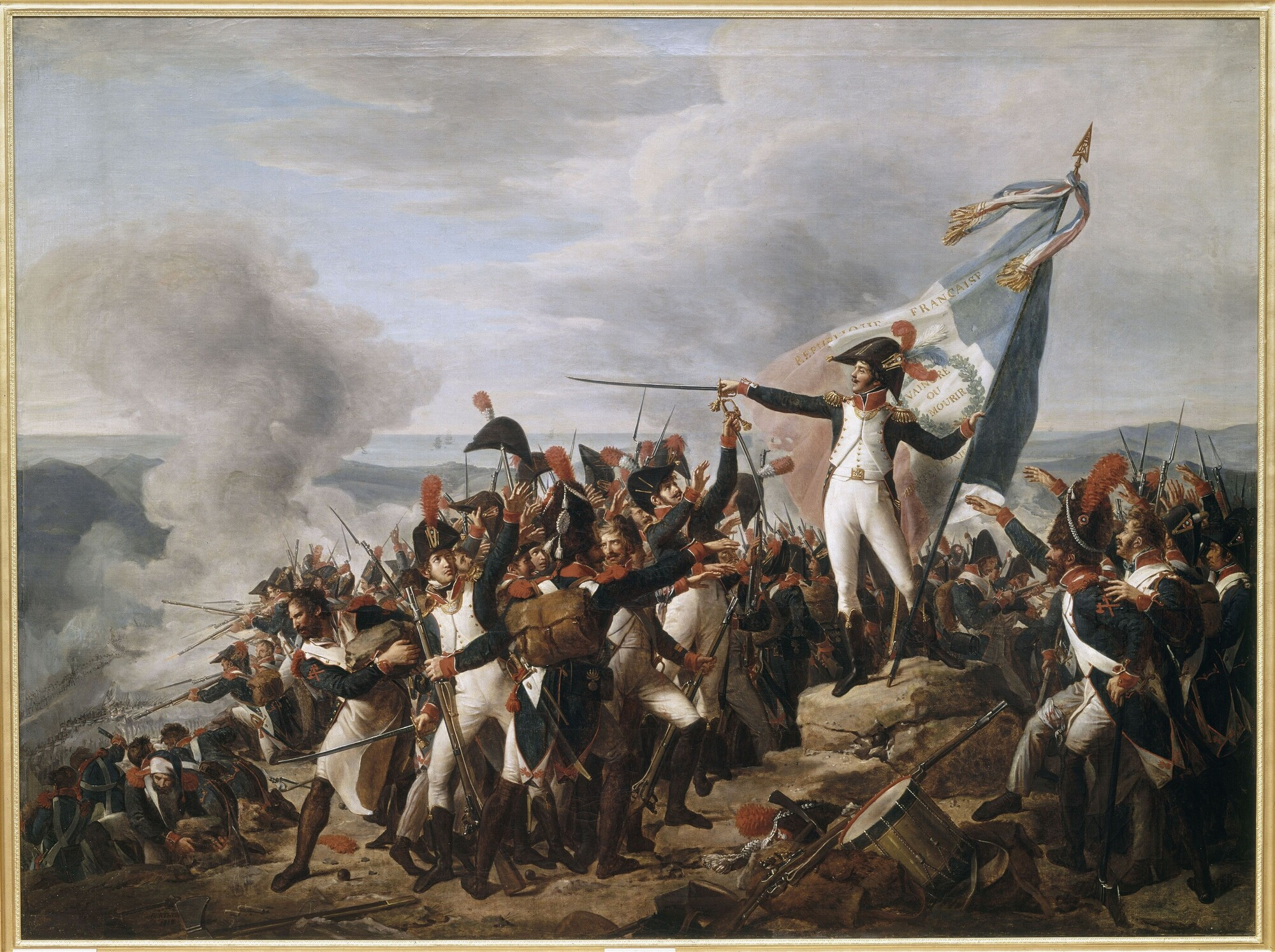
Le Colonel Rampon, à la tête de la 32e demi-brigade, défend la redoute de Monte-Legino, 10 avril 1796, par René Théodore Berthon, 1812.
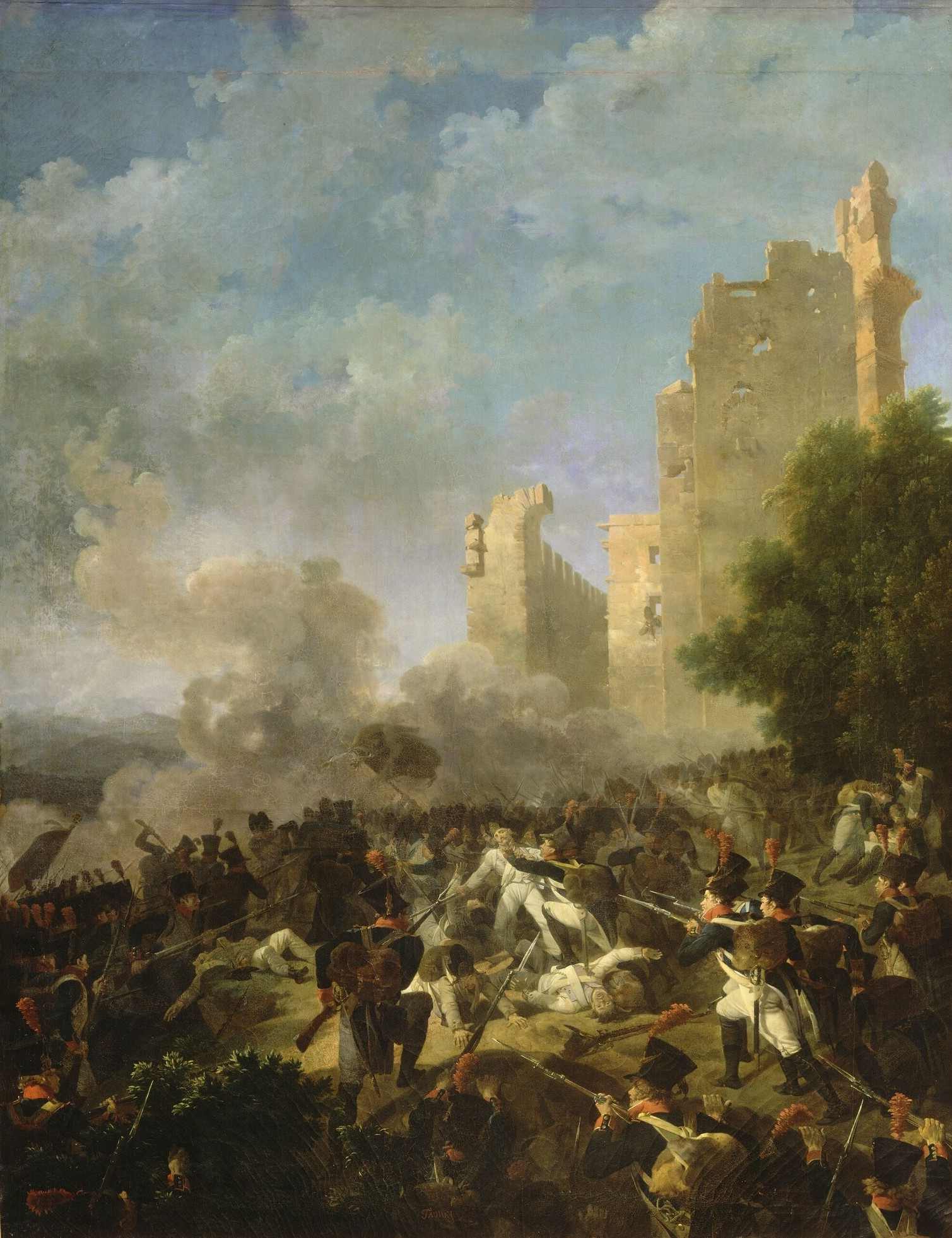
Attaque du château de Cossaria, 13 avril 1796, par Nicolas Antoine Taunay, 1812.
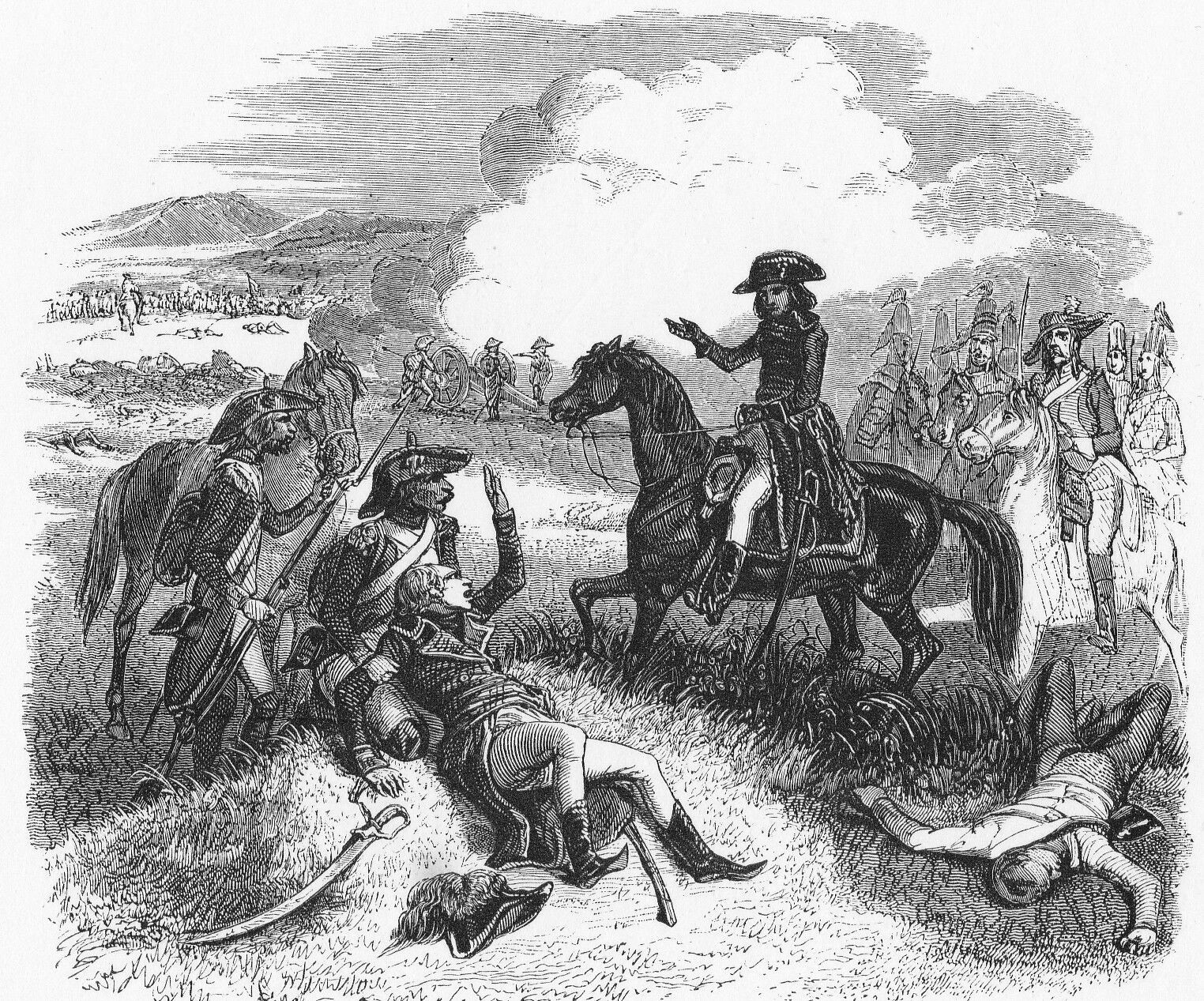
Général Bonaparte et général Causse à la bataille de Dego, Auguste Raffet, 1840.

Beaulieu ordonne à la brigade de Vukassovich de se rendre à Dego le 14, mais un ordre mal rédigé fait que son subordonné arrive un jour trop tard. À l’aube du 15 avril, Vukassovich surprend les troupes de Meynier dans l’acte de pillage de la ville et met en déroute les Français. Masséna rappelle précipitamment Laharpe pour reprendre Dego. Quelques heures plus tard, les Français renforts reprennent la ville après un combat acharné, sous la supervision de Bonaparte. Vukassovich se retire à Acqui. Après un accrochage entre Augereau et Colli-Marchi à Montezemolo, les Sardes se replient sur Ceva. Le 16 avril, Augereau attaque les Sardes de Giuseppe Felice à la bataille de Ceva. Craignant que Sérurier, qui s’approche d’Ormea, ne l'attaque par derrière, Colli-Marchi ordonne à Felice de se retirer sur la rivière Corsaglia à San Michele Mondovi. Il laisse derrière lui un bataillon pour tenir la petite forteresse de Ceva. Bonaparte ordonna à Laharpe d’aller en éclaireur avec Sassello pour déterminer où se trouvait Beaulieu. Meynier se déclarant malade, Masséna prend le commandement direct de sa division, qui reste près de Dego. Laharpe retourne à Dego, ne signalant aucune activité ennemie. Pendant ce temps, Beaulieu rassemble son armée battue près d’Acqui et Colli-Marchi dirige Jean-Gaspard Dichat de Toisinge avec 8 000 soldats et 15 canons pour défendre la position de Corsaglia. Le 19 avril, Bonaparte ordonne à Sérurier d’attaquer San Michele tandis qu’Augereau flanque la ligne fluviale par le nord. L’effort d’Augereau échoue en raison de la crue des eaux. Les soldats de Serurier se fraient un chemin à travers la rivière, mais se dispersent ensuite à la recherche de nourriture et de butin. Dichat est attrapé, mais il s’est échappé en soudoyant son ravisseur.
Colli-Marchi contre-attaque et repousse les Français. Ce jour-là, Bonaparte change sa ligne de ravitaillement du col de Cadibona à une route plus sûre via Imperia et Ormea. Bonaparte appelle Masséna pour lancer une attaque de trois divisions sur la position de San Michele. Laharpe protège les arrières de l’armée contre une attaque autrichienne. Face à une forte concentration française, Colli abandonne la ligne de la rivière Corsaglia dans la nuit du 20 au 21 avril. Mais la vigoureuse poursuite française submerge bientôt l’arrière-garde sarde. Colli a à peine eu le temps d’organiser ses troupes que Sérurier l’a attaqué lors de la bataille de Mondovi. Le général français forme ses troupes les moins expérimentées en trois colonnes et les couvre avec ses vétérans en ordre ouvert. Puis, à la tête de sa colonne centrale, Sérurier lance une charge avec la division Masséna en soutien. Écartant une résistance inégale, les Français brisent les lignes sardes et les forcent à abandonner Mondovì. Dichat est tué. Stengel reçoit une blessure mortelle alors qu’il mène une force de dragons à sa poursuite. Après avoir forcé les autorités municipales de Mondovì à remettre une grande quantité de vivres, Bonaparte se lance à sa poursuite.

#### Vers la paix
Dans la matinée du 23 avril, le commandant de l’armée française reçoit une lettre de Colli demandant un armistice. Impitoyablement, Bonaparte pousse ses hommes en avant pour conquérir autant de territoire que possible. L’arrivée des soldats français en haillons et affamés dans les plaines relativement riches provoque une flambée de pillages et Bonaparte fait fusiller plusieurs hommes pour les décourager. Le 25 avril, Sérurier est à Fossano sur le flanc gauche, Masséna tient Cherasco au centre et Augereau occupe Alba sur la droite, tandis que Laharpe ferme la marche. Macquard et Garnier reçoivent l’ordre de s’emparer de Coni. Bonaparte déplace à nouveau sa ligne d’approvisionnement, cette fois vers le col de Tende. Le 26 avril, le patriote et jacobin italien Giovanni Antonio Ranza établit la république d'Alba dans le but de créer un état italien uni. Alba impose de lourdes contributions aux communautés voisines, telles que Guarene, Corneliano et Castagnito. Si ces communes acceptent de se soumettre, il en va autrement pour Sommariva Perno, Vezza et Canale, qui refusent de contribuer à la cause républicaine.

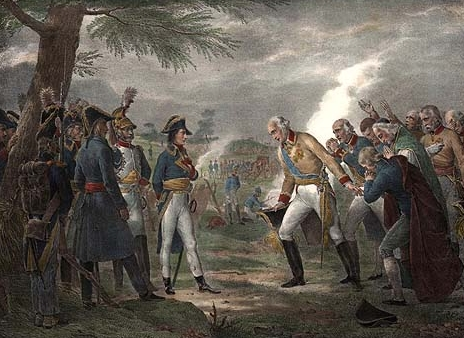
Armistice de Cherasco, par Charles Etienne Pierre Motte, 1826.

Le commandant en chef de l’armée n’a pas les pleins pouvoirs pour négocier et conclure un armistice avec une puissance belligérante, mais les instructions du Directoire prévoient qu’il pouvait décider, selon les circonstances, s’il favorise un tournant révolutionnaire dans le Piémont ou s’il conclut plutôt, après la victoire militaire, une « alliance avantageuse » avec le roi de Sardaigne. Le général Bonaparte, dès lors réticent à suivre le Directoire, considéré comme une structure de pouvoir inefficace et corrompue et conscient de l’importance de ses succès et du prestige acquis dans son pays, décide d’agir en toute indépendance après avoir limité l’éventuelle ingérence du commissaire Saliceti. Le commandant de l’armée d’Italie considère qu’il est problématique de poursuivre les opérations contre le royaume de Sardaigne et d’avancer vers Turin. La capitale piémontaise est solidement fortifiée et l’armée française manque de canons lourd. De plus, l’armée autrichienne aurait pu intervenir et en se réunissant avec les forces savoyardes, mettre en péril les victoires déjà remportées. En réalité, le général Bonaparte considère qu’il est beaucoup plus important de vaincre les Autrichiens et d’entrer en Italie, profitant de la renommée acquise avec ses succès pour soulever les populations contre les monarchies. Démontrant son autonomie par rapport aux directives du Directoire, le général donne la preuve de son habileté politico-diplomatique. Il effraie les envoyés du roi de Sardaigne et le 28 avril est conclu l’armistice de Cherasco. La France obtient la Savoie et Nice et occupe partiellement les provinces de Coni et Alexandrie. Le royaume devient neutre et offre à la France le droit de passage. Certains territoires occupés par la France sont rendus et la république d'Alba est ainsi annexée par le Piémont,.

## Conséquences
Bonaparte lance une nouvelle offensive, qui se solde par des victoires sur Beaulieu contre les Autrichiens aux batailles de Fombio et de Lodi en mai. Le 15 mai 1796, le traité de paix est signé à Paris, avec des conditions très lourdes pour les Savoie. L'armée sarde est réduite à 10 000 hommes, le Piémont est démilitarisé, la marine est réquisitionnée, les forts piémontais sont détruits et la France devient obligatoirement leur partenaire commercial principal. Le 21 mai, Bonaparte entre dans Milan. Bonaparte avance ensuite à nouveau vers l’est, repousse les Autrichiens à la bataille de Borghetto et commence en juin le siège de Mantoue. Le 23 juin est signé un cessez le feu entre les États Pontificaux et la France,. En parallèle, l'armée de Dagobert von Wurmser fait campagne vers Mantoue mais se retire en août vers le nord dans les contreforts du Tyrol après plusieurs défaites dont bataille de Castiglione.
En septembre, Bonaparte marche vers le nord contre Trente dans le Tyrol, mais Wurmser est de retour à Mantoue passant la vallée de la Brenta, laissant les forces de Paul Davidovitch contenir les Français. Bonaparte envahit la force de maintien à la Rovereto. Puis il suit Wurmser dans la vallée de la Brenta, pour tomber sur les Autrichiens et les vaincre à la bataille de Bassano le 8 septembre. Bonaparte occupe le duché de Modène et Reggio, installe une base militaire à Gênes, intimide Venise par des démonstrations militaires et conclut le 10 octobre un traité isolant le pape. Wurmser choisit de marcher sur Mantoue avec une grande partie de ses troupes survivantes. Les Autrichiens envoient une autre armée sous le commandement de Josef Alvinczy contre Bonaparte en novembre. Une fois de plus, les Autrichiens divisent leurs efforts, envoyant le corps de Davidovitch par le nord tandis que le corps principal d’Alvinczy attaque par l’est. Ils remportent d’abord la victoire sur les Français à Bassano, Calliano et Caldiero. Mais Bonaparte finit par vaincre Alvinczy à la bataille du pont d’Arcole, au sud-est de Vérone. Après la défaite de Davidovitch, Alvinczy s’est finalement retiré dans la Brenta. À la fin du mois de novembre, le gouvernement français décide de négocier une paix avec les Autrichiens mais les exigences de ces derniers font changer d'avis les Français.
En Italie, les armées de Napoléon assiègent Mantoue au début de l’année et une deuxième tentative des Autrichiens d'Alvinczy de lever le siège est repoussée à la bataille de Rivoli, où les Français remportent une victoire décisive. Finalement, le 2 février, Wurmser capitule à Mantoue. Les forces pontificales demandent la paix, qui est accordée à Tolentino le 19 février. Napoléon est maintenant libre d’attaquer le cœur de l’Autriche. Il avance directement vers l’Autriche par les Alpes juliennes, envoyant Barthélemy Joubert envahir le Tyrol. Charles d’Autriche se dépêche de quitter le front allemand pour défendre l’Autriche, mais il est battu à la bataille de Valvasone le 16 mars, et Napoléon entra en Autriche, occupant Klagenfurt et se préparant à un rendez-vous avec Joubert devant Vienne. Les victoires de Napoléon effraient les Autrichiens et les poussent à faire la paix qu'ils concluent au traité de Leoben en avril, mettant fin aux hostilités. Cependant, son absence d’Italie permet l’éclatement de la révolte connue sous le nom de Pâques véronnaises le 17 avril, qui est réprimée huit jours plus tard. Le 17 octobre, la France et l'Autriche se divise la république de Venise selon le traité de Campo-Formio,. C'est ainsi que se termine la Première Coalition.